# 韋爾博韋 (波洛希區)
47°25′36″N 35°59′49″E / 47.42667°N 35.99694°E

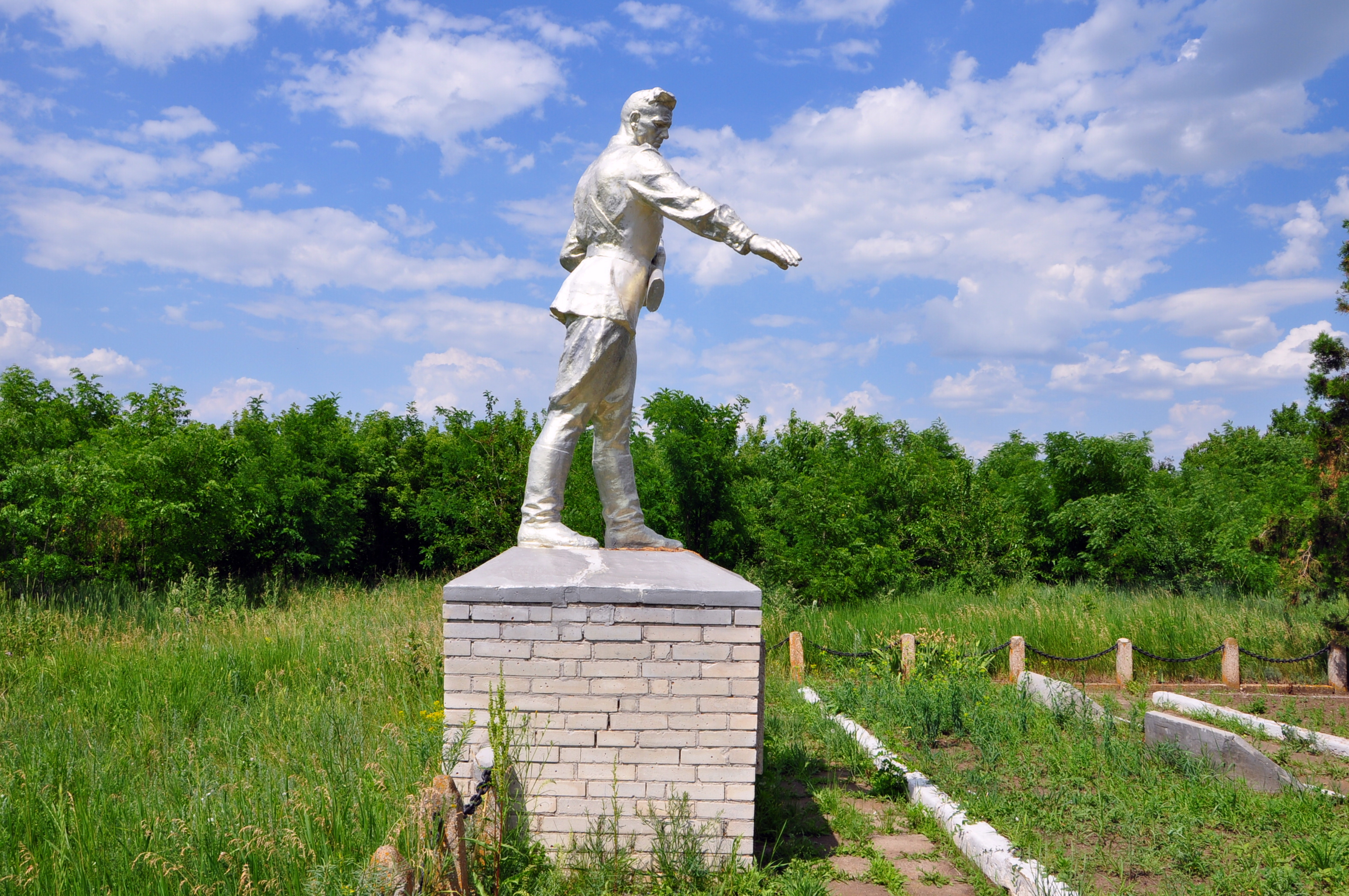
苏联烈士墓

韋爾博韋（烏克蘭語：Вербове），又按俄语名译为韦尔博沃耶，是位於烏克蘭東南部的村莊，由扎波羅熱州波洛希區的波洛希市鎮負責管轄。該村始建於1790年，面積8.46平方公里，海拔高度99米，2001年人口1,246，人口密度每平方公里147.3人。